# Andrea Boattini
Andrea Boattini (16 de septiembre de 1969) es un astrónomo italiano, prolífico descubridor de asteroides y cometas.
Después de desarrollar un creciente interés en los planetas menores, se graduó en 1996 en la Universidad de Bolonia con una tesis sobre objetos cercanos a la Tierra (NEO). Está involucrado en varios proyectos relacionados con seguimiento y programas de búsqueda de NEO, con especial interés en los conocidos como asteroides Atón. En la actualidad trabaja en el Laboratorio Lunar y Planetario de la Universidad de Arizona, después de haber pasado muchos años en el Consiglio Nazionale delle Ricerche (Consejo Nacional de Investigación de Italia) y el Observatorio Astronómico de Roma. Trabaja para el proyecto Catalina Sky Survey, en Tucson, Arizona (Estados Unidos).

## Honores
El asteroide (8925) Boattini recibe su nombre en su honor. La cita oficial del nombre fue publicada por el Minor Planet Center (MPC) el 2 de febrero de 1999 ( MPC 33793 ).